# کیم فوپز اوکسون
کیم فوپز اوکسون (دانمارکی: Kim Fupz Aakeson؛ زادهٔ ۱۲ سپتامبر ۱۹۵۸) فیلم‌نامه‌نویس اهل دانمارک است.
از فیلم‌هایی که وی در آن‌ها نقش داشته‌است، می‌توان به یک مرد تا حدی مهربان، به ترتیب خروج از صحنه، حس بی‌نقص و پراگ اشاره نمود.